# Mạc Trung Kiên
Mạc Trung Kiên  (sinh ngày 13 tháng 6 năm 1996) là một nam người mẫu Việt Nam. Năm 2018, anh đoạt giải quán quân chương trình The Face Việt Nam.

## Tiểu sử và sự nghiệp

### Trước 2017: Tiểu sử, học vấn và đào tạo
Mạc Trung Kiên sinh ngày 13 tháng 6 năm 1997 tại thị xã Kinh Môn, tỉnh Hải Dương. Trước khi bắt đầu sự nghiệp, anh từng là sinh viên Trường Đại học Hàng hải Việt Nam.

### 2017 - 2018: Bước đầu sự nghiệp người mẫu
Năm 2017, anh bắt đầu sự nghiệp khi tham gia cuộc thi Hot Face Việt Nam 2017 và đã may mắn lọt vào Top 10 chung cuộc.
Năm 2018, anh tham gia vào cuộc thi Mister Global - Nam vương Toàn cầu 2018 và lọt vào Top 16 của cuộc thi này và đoạt thêm giải phụ Best Model (Người mẫu xuất sắc nhất). Cùng năm anh tham gia The Face Việt Nam - Gương mặt thương hiệu khi đó đã được đổi tên thành Gương mặt người mẫu Việt Nam 2018 (do thay đổi nhà sản xuất) và anh đã vô cùng xuất sắc đoạt giải quán quân mặc dù sau đó bị nhận nhiều ý kiến trái chiều. Nhờ chiến thắng này, anh là gương mặt nam giới đầu tiên xuất hiện trên trang bìa tạp chí dành cho phụ nữ Her World Việt Nam.

### 2019 - nay: Phát triển sự nghiệp người mẫu và tham gia MV Sáng mắt chưa?
Năm 2019, anh được biết đến nhiều hơn khi tham gia MV Sáng mắt chưa? của nam ca sĩ Trúc Nhân và diễn viên Thúy Ngân. Tuy nhiên anh lại bị nghi ngờ về xu hướng tính dục của mình khi thực hiện các phân cảnh cùng ca sĩ Trúc Nhân.
Anh còn tham gia các tuần lễ thời trang Aquafina Vietnam International Fashion Week, Seoul Fashion Week.
Năm 2020 anh cùng người mẫu Cao Thiên Trang ngồi ghế huấn luyện viên cuộc thi The Face Online by Vespa. Năm 2021 anh cùng Hòa Minzy tham gia trong MV “Tết nhà mình” mừng xuân Tân sửu.

## Thành tựu
- Top 10 Hot Face Việt Nam 2017
- Top 16 Nam vương Toàn cầu 2018
- Quán quân The Face Việt Nam: Gương mặt Người mẫu Việt Nam 2018